# مناحريت
قرية مناحريت هي إحدى القرى التابعة لمركز ديرب نجم في محافظة الشرقية في جمهورية مصر العربية. حسب إحصاءات سنة 2006، بلغ إجمالي السكان في مناحريت 8957 نسمة، منهم 4565 رجل و4392 امرأة.

## التاريخ
قرية مناحريت من القرى القديمة، حيث وردت باسم «مُنا حريت» في أعمال الشرقية ضمن قرى الروك الصلاحي التي أحصاها ابن مماتي في كتاب قوانين الدواوين، كما وردت باسم «منى حُريت» في أعمال الشرقية ضمن قرى الروك الناصري التي أحصاها ابن الجيعان في كتاب «التحفة السنية بأسماء البلاد المصرية». وفي العصر العثماني وردت في التربيع العثماني الذي أجراه الوالي العثماني سليمان باشا الخادم في عصر السلطان العثماني سليمان القانوني ضمن قرى ولاية الشرقية، وفي تاريخ 1228هـ/1813م الذي عدّ قرى مصر بعد المسح الذي قام به محمد علي باشا باسم «مناحريت» ضمن قرى مديرية الدقهلية التي انتقلت تبعية القرية إليها، قبل عودتها لاحقًا إلى محافظة الشرقية.